# 中国人民解放军华东野战军前委指挥部和第三野战军成立旧址
中国人民解放军华东野战军前委指挥部和第三野战军成立旧址，位于江苏省徐州市贾汪区，是中华人民共和国江苏省文物保护单位之一。
2011年12月30日，授予江苏省文物保护单位，是一座近现代重要史迹及代表性建筑。